# 拍子
拍子（ひょうし）は、一般には、拍や拍の連なりのこと。西洋音楽では強拍に連なるいくつかの拍の集まりの繰り返しを言う。日本では「三三七拍子」という言葉でわかるように、この言葉は、西洋音楽の定義の「拍子」とは異なる使われ方をする。アラブ古典音楽のイーカーア（イーカー）やインド古典音楽のターラ（サンスクリット読み）を「何々拍子」と表現することがあるが、これも西洋音楽の定義の「拍子」とは異なる。
以下、本項においては、西洋音楽のそれについて述べる。

## 西洋音楽における拍子
西洋音楽において拍子とは、拍の連なり（拍節）において、拍に重軽が生じたとき、ひとつの重である拍（「強拍」という）とそれに後続する1つないしいくつかの軽である拍（「弱拍」という）の集まりが（原則として）周期的に繰り返され、強拍から次の強拍まででひとつのまとまりを感ずることをいう。
ひとつの強拍に連なる拍の数によって、2拍子、3拍子、4拍子などと呼ぶ。また、ひとつの拍を示す音価を添えて、4分の2拍子、2分の3拍子と呼ぶ。楽譜には、五線の下半分に音価、上半分に拍数を書く。これを拍子記号という。なお楽譜上では、ひとつの拍を示す音価が付点音符の場合、便宜上本来の拍子と異なる数字を書き記すことがある。なお、2分の2拍子を、4分の4拍子をと書くことがある。これは中世フランスの音楽家、フィリップ・ド・ヴィトリーが音楽理論書『Ars Nova』（1325年頃）で用いた記譜法に由来する。『Ars Nova』では、音価の分割について3分割を完全分割、2分割を不完全分割とし、完全分割による3拍子は完全を意味する正円「○」で表し、不完全分割による2拍子や4拍子は正円の一部が欠けた「Ｃ」によって表していた。中には「Common time (ありふれた拍子) の頭文字Cを図案化したもの」と解説する書もあるが、これは誤りである。
楽譜に書くとき、ひとつの強拍に連なる拍のまとまりを、小節と呼ぶ。

## 西洋音楽における拍子の歴史
ルネサンス音楽（15世紀から16世紀頃）以前は、曲全体に統一された拍子を与えることは一般的でなかった。一つの曲の中で拍の強弱の周期は様々に変化し、多声音楽では強拍の位置が声部ごとに異なるのが普通であった。しかし、舞曲ではステップを踏むために必要であったため、拍子がつけられていた。バロック音楽（17世紀から18世紀半ば頃）以後は舞曲のスタイルが踏襲されたため、西洋音楽は拍子をもつようになった。

## 単純拍子
西洋音楽においては、すべての拍子を2拍子ないし3拍子の組み合わせに適用する傾向があり、これを単純拍子と呼ぶ。また、2拍子の複合拍子である4拍子を単純拍子に加えることもある。

### 2拍子
ひとつの強拍とひとつの弱拍から成る拍子で、人間の歩行から発生したと考えられている。1拍を4分音符とする2拍子を4分の2拍子、1拍を2分音符とする2拍子を2分の2拍子（alla breve 〈アッラ・ブレーヴェ〉）という。

### 3拍子
ひとつの強拍と2つの弱拍から成る拍子で、馬の歩行から発生したと言われることが多い。メヌエットやワルツは3拍子であり、このような踊りのリズムに多く見られる。1拍を8分音符とする3拍子を8分の3拍子、1拍を4分音符とする3拍子を4分の3拍子、1拍を2分音符とする3拍子を2分の3拍子という。

### 4拍子
一般には2拍子を2つ連ねたものと考えられていて、強-弱-中強-弱の4つの拍から成る。ただし、強-弱-弱-弱と考えられるものもある。1拍を4分音符とする4拍子を4分の4拍子という。

## 複合拍子
西洋音楽の楽譜における音符は2等分系で作られているため、拍を3等分するリズムは3連符を使って記すことになり、表現が煩雑になりがちであるため、拍を3等分するリズムによる曲では1拍の音価を3等分しやすい音符で表すことが考案され、付点音符を付与されるようになった。
付点4分の2拍子や付点2分の3拍子などと呼ばれるものがそれであり、付点音符は付点が付く以前の音符の1.5倍の長さ、すなわち付点が付く以前の音符の半分の長さの3倍の長さを持つために、3等分の概念を表現しやすい。しかしこれは数字だけで示すことができないため、楽譜上では3等分した音価とその音価の小節内の数を、五線の下と上に表現する。すなわち、付点4分の2拍子は付点4分音符を3等分した8分音符を基準として「8分の6」拍子と書かれ、付点2分の3拍子は同様に「4分の9」拍子と書かれる。複合拍子には6、9、12拍子が分類されるが、時に純粋な6拍子、9拍子、12拍子も存在する。それらはひとつの強拍と残りの5、8、11個の弱拍から成る拍子である。また、各拍が6等分される拍子として、拍子記号の表記上18拍子、24拍子と表記される3拍子、4拍子もある。

### 6拍子
基本的には各拍が3等分される2拍子、つまり3拍子+3拍子（強-弱-弱-中強-弱-弱）となるのが普通である。この場合、8分の6拍子は1拍を付点4分音符、4分の6拍子は1拍を付点2分音符とした2拍子となる。しかし、各拍が2等分される3拍子つまり2拍子+2拍子+2拍子（強-弱-中強-弱-中強-弱）も存在する。この場合、4分の6拍子は1拍を2分音符とした3拍子となる。すなわちこれは前述の通り2分の3拍子に等しい。
- 6拍子（3+3）の例
  - 橋本祥路の合唱曲『夢の世界を』（6/8拍子）
  - チャイコフスキーの『交響曲第5番』
    - 第1楽章・運命動機以降の大部分（6/8拍子）
    - 第4楽章終曲・終盤一部（6/4拍子）

  - ベートーヴェンの『交響曲第9番』
    - 第4楽章・終曲
      - 行進曲風第1主題（6/8拍子）
      - 二重フーガ（6/4拍子）

  - サン=サーンスの『白鳥』（6/4拍子）
  - ブラームスの『交響曲第3番』第1楽章（6/4拍子）
  - スーザの『ワシントン・ポスト』(6/8拍子)
- 6拍子（2+2+2）の例
  - マーラーの『交響曲第2番』第4楽章（6/4拍子）
  - 佐藤眞の『土の歌』第6楽章『地上の祈り』一部（6/4拍子）[4]
  - 平吉毅州の『ひとつの朝』
  - 若松歓の『君とみた海』
- 6拍子（3+3と2+2+2）の例
  - バーンスタインのミュージカル『ウエスト・サイド物語』より『アメリカ』（3＋3の小節と2+2+2の小節が交互）

### 9拍子
各拍が3等分される3拍子。8分の9拍子は1拍を付点4分音符とした3拍子となる。

### 12拍子
各拍が3等分される4拍子。8分の12拍子は1拍を付点4分音符とした4拍子となる。パストラールにしばしば見られる（ヘンデル『メサイア』のPifa、ハイドン『四季』第1曲、ベートーヴェン交響曲第6番の第2楽章など）。ジーグでもしばしばこの拍子が使われる。

### 18拍子
各拍が6等分される3拍子。16分の18拍子がバッハ『ゴルトベルク変奏曲』第26変奏に見られる（左手は4分の3拍子）。

### 24拍子
各拍が6等分される4拍子。16分の24拍子がバッハ『平均律クラヴィーア曲集』第1巻第15曲の前奏曲に見られる（左手は4分の4拍子）。

## 変拍子
以上の拍子を足し算して組み合わせた拍子を変拍子、特殊拍子、または混合拍子と呼ぶ。ただし、「変拍子」は、いわゆる、拍子の頻繁な変化を指していうこともある。

### 5拍子
純5拍子（強-弱-弱-弱-弱）、3拍子+2拍子（強-弱-弱-中強-弱）、2拍子+3拍子（強-弱-中強-弱-弱）の3態に大分される。元来の西洋音楽にはない拍子で、スラヴ人の民族音楽などの他文化から引用された拍子である。
- 純5拍子の例
  - ショパンの『ピアノソナタ第1番』第3楽章冒頭 (のちに3+2へ変化)
  - ショスタコーヴィチの『24の前奏曲』第21番 変ロ長調
- 純5拍子と他の拍子の混合の例
  - ゴジラのテーマ（初頭、4拍子→純5拍子を繰り返す）[要出典]
- 5拍子 (3+2) の例
  - ドラマ・映画『スパイ大作戦（ミッション:インポッシブル）』のテーマ
  - デイヴ・ブルーベックのジャズスタンダード曲『テイク・ファイヴ』
曲名もそのまま。（Take five＝5拍子）
  - シベリウスの『クッレルヴォ』の第3楽章
題材となった叙事詩『カレヴァラ』が5拍子 (3+2) の決まった韻律を持っていることによる。
  - ラヴェルの『ダフニスとクロエ』の最終部分
「全員の踊り」の主要リズム部分がこれに相当するが、「全員の踊り」の総体は複数の拍子の複合によって構成されている。
  - 伊丹十三監督の映画主題歌で本多俊之とラジオクラブ演奏の『マルサの女』のテーマ
  - BLANKEY JET CITYの『不良少年のうた』
  - Akeboshiの『Wind』、『神様の舌打ち』
  - ソルツィーコ（英語版） - 付点リズムを主体としたバスク地方の民謡。シャルル＝ヴァランタン・アルカン、イサーク・アルベニスなどが作曲している。
  - ファイナルファンタジーVIIの「シンコ・デ・チョコボ」
  - クロノクロスの「溺れ谷」
  - ホルストの組曲『惑星』の『火星』
  - スティングの『Seven Days』
  - ファイナルファンタジーVIIIの｢Don't Be Afraid｣
  - マリオカート8の｢ネイチャーロード｣
  - 全日本吹奏楽コンクール2010年度課題曲III 吹奏楽のための民謡｢うちなーのてぃだ｣
  - 東方紅魔郷のU.N.オーエンは彼女なのか[要出典]
- 5拍子 (2+3) の例
  - チャイコフスキーの『交響曲第6番』第2楽章
  - 全日本吹奏楽コンクール2018年度課題曲V『エレウシスの祭儀』
- 5拍子（2+3と3+2の混合構成）の例
  - アルフレッド・リードの『アルメニアン・ダンス パート1』

- 5拍子 (2+3) と他の拍子の混合の例
  - ムソルグスキー：『展覧会の絵』の『プロムナード』（1小節ごとに6拍子と交互に表れる）

### 7拍子
純粋な7拍子（強-弱-弱-弱-弱-弱-弱）、2+2+3拍子または4+3拍子（強-弱-中強-弱-中強-弱-弱）、3+2+2拍子または3+4拍子（強-弱-弱-中強-弱-中強-弱）、2+3+2拍子（強-弱-中強-弱-弱-中強-弱）の4態に大分される。
- 7拍子（4+3）の例
  - ショスタコーヴィチのオラトリオ『森の歌』の第7曲『栄光』
  - バーンスタインの『キャンディード序曲』の一部
曲全体としては7拍子以外の複数の拍子をも混合して構成されている
  - Akeboshiの『Rusty lance』
  - イエスの『The Fish』
  - スティングの『Straight to My Heart』

- 7拍子（3+4と4+3の混合構成）の例
  - ストラヴィンスキーの『火の鳥』終結部（組曲版では終曲の終わりの部分）
通常の小節線の他に、点線の小節線で3拍子と4拍子の区切りが示されている

- 7拍子（2+3+2）の例
  - プロコフィエフの『ピアノソナタ第7番』終楽章

- 7拍子 (3+2+2) の例
  - アルフレッド・リードの『エル・カミーノ・レアル』

### 8拍子
現在は2+3+3拍子（強-弱-中強-弱-弱-中強-弱-弱）、3+2+3拍子（強-弱-弱-中強-弱-中強-弱-弱）、3+3+2拍子（強-弱-弱-中強-弱-弱-中強-弱）の3態に大分されている。
- 8拍子 (2+3+3)の例

- 8拍子 (3+2+3)の例
  - リゲティの『練習曲第4番』
  - アルフレッド・リードの『エル・カミーノ・レアル』

- 8拍子 (3+3+2)の例
  - 『リベルタンゴ』などのアストル・ピアソラの楽曲

### 9拍子
前項の複合拍子にある9拍子は「各拍が3等分される3拍子」（3+3+3）であるが、変拍子の9拍子も存在する。
- 9拍子（5+4）の例
  - スティングの『Hung My Head』

- 9拍子（4+5）の例
  - ジェフ・ベックの『Scatterbrain』

- 9拍子（3+2+4）の例
  - ジェネシスのアルバムフォックストロット所収の組曲「サパーズ・レディ (Supper's Ready) 」の第6曲「Apocalypse in 9/8 (Co-Starring the Delicious Talents of Gabble Ratchet) 」。

- 9拍子（2+2+2+3と3+3+3）の例
  - デイヴ・ブルーベックの『トルコ風ブルー・ロンド』（2+2+2+3の小節が3小節の後、3+3+3の小節が1小節）

### 10拍子
- 10拍子の例
  - ファイナルファンタジーVIIIの「Don't be Afraid」[5]

### 11拍子
- 11拍子 (6+5) の例
  - マリオカート64の「レース結果(上位)」
  - マリオカート7の「リザルトA」
  - ストリートファイターIIの「サガットのテーマ」
- 11拍子 (5+6) の例
  - エースコンバット4の「Tango Line」

### ポリリズム（各声部異拍子）
同時に合奏ないし合唱される各声部の拍が異なること、またはそのように構成されたリズムのことをポリリズム と呼ぶ。各地の民族音楽、現代音楽、一部の指向的なポップスなどに見られる。日本では、tipographicaやDCPRGなどがポリリズムの追求を実践した。
- 日本のテクノポップユニットであるPerfumeの「ポリリズム」は、サビ後のポリループ（間奏）では言葉のループ、ビート、その他シンセのフレーズの拍数が混合しており、タイトル通りポリリズムとなっている。

## その他の拍子

### 1拍子
レスピーギの『ローマの祭り』の「La Befana」（2分の1拍子）や、ボロディンの『交響曲第2番』第2楽章の「Prestissimo」部（1分の1拍子）等がある。また、ベートーヴェンのスケルツォは3拍子だが、1拍が3等分された1拍子であるといわれることがある。また、他の拍子の間に挿入して特殊な効果を与えるために使われるものを言うこともある。
『1拍子』を拍子の分類に定義すべきかについては、諸説の分かれるところである。

## 可変拍子
ひとつの楽曲の中で拍子が変わることもある。そのような楽曲の拍子を可変拍子と呼び、その変化を転拍子ともいう。特に曲が大きく変容するとき、拍子が変わることはしばしばある。また、近代の楽曲、例えばストラヴィンスキーのバレエ音楽『春の祭典』では拍子が数小節で変わることがあり、周期性が感じられず、楽譜の便宜だけのために拍子記号が用いられるというようなものも見られる。そのようなときには、上に挙げた拍子以外の拍子が見られることもしばしばである。また童謡「あんたがたどこさ」や民謡「炭坑節」などのように、メロディー重視の楽曲に対して楽理的に拍子を数えた時に、意図せずして可変拍子になる場合がある。

## 強拍と弱拍
最初の音よりタイと強拍か弱拍に休符によって区切られた場合に超強となる。強拍における重心が確保されると小節が成立し、2つ並んで動機となる。効果はリズムと対位が共に終止の構造をとるまで有効である。ビートと異なり、音量による補強を拍子学に組み込まずに説明される。あくまで音量は波に働く総合力と解釈し、音質とかかわりがあるという立場から来る。

## ビートの分類
「強拍」「弱拍」という言葉につられるせいか、「強拍は音の強い拍」「弱拍は音の弱い拍」という説明を（専門書でさえも）見かけるが、これは誤解を招きやすい表現である。実際の音楽ではむしろ、弱拍に強拍よりも強い音が置かれることが多いからである。その顕著なものはジャズのフォービート、ロックやポップスのエイトビート、シックスティーンビートであって、4拍子の2拍目と4拍目に強勢が来るが、それらは決して「強拍」ではない（バックビート参照）。
英語のdown beat、ドイツ語のAbtakt（いずれも強拍のことだが、下向きの拍の意味である）やup beat、Auftakt（上向きの拍のことで弱拍のこと）のほうがこれらの概念に近い。舞踊におけるステップの重軽は本質に近い。実際の音楽では、伴奏音形において低い音が強拍に当たることが多い。
上記の2つは相反する立場から語られるため別々に独立した概念であるが、しかし双方とも共通する事柄が有る。近年のコンピュータを用いた研究により、強拍と弱拍は微妙に長さが違うことが肉眼で確認できることが証明された。この違いをメトロノーム記号で厳密にコントロールする作曲家も20世紀後半から増え始める。近藤譲はMM96から93へといったテンポチェンジを行うが、本人の説明では「ムードチェンジ」と言っている。カールハインツ・シュトックハウゼンも、テンポの半音階といった概念は、これら強拍と弱拍の微妙な差異のコントロールが源泉であることを語っている。

## 1拍を表す音価
楽譜上で1拍を表す音価には、4分音符ないし付点4分音符が多く使われ、2分音符ないし付点2分音符、8分音符、16分音符がそれに次ぐ。そのほか、稀に付点8分音符や32分音符などがあり、また古い曲などでは全音符を1拍とする拍子（その場合拍子記号の分母は1で表される）もある。極端な例としてカール・オルフ『カルミナ・ブラーナ』の「Ecce gratum」では部分的に倍全音符を1拍とした4拍子が出てくる。逆に分母が大きい（短い）ものとしてはジョージ・クラム『ブラック・エンジェルズ』（1970年）に7⁄128拍子が出てくる。
一般に音価は2の冪乗になるが、福井知子や川島素晴の作品の中には、24や12といった分母を持つ拍子がある。それらは事実上、16分3連や8分3連などの、3連符の長さを持つ音価である。
その音価によって演奏上何らかの違いが生じるわけではなく、4分の3拍子を8分の3拍子で書き直しても、演奏上同じであるが、伝統的な舞曲などでは分母が決まっていることが多い（サラバンドは3⁄2拍子、メヌエットは3⁄4拍子、シチリアーナは6⁄8または12⁄8拍子など）。一般にはゆっくりしたテンポの曲で大きな音価の拍が使われると考えられがちであるが、モーツァルトなどでは非常にゆっくりとした8分の3拍子が存在する。